# Trapp Family Austrian Relief

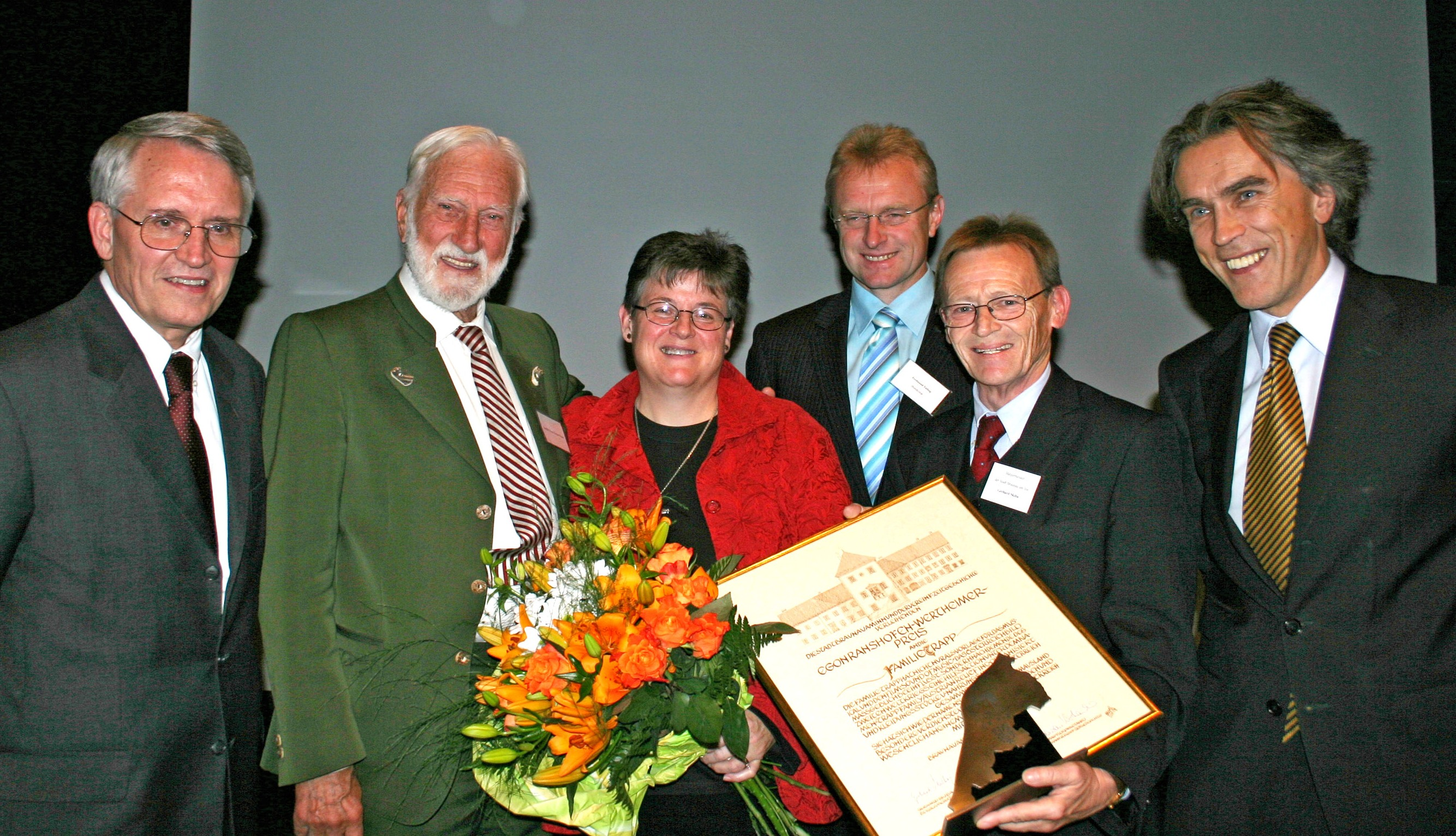
Gerhard Skiba remet le prix Egon Ranshofen-Wertheimer en 2007.

La Trapp Family Austrian Relief Inc. est une organisation humanitaire fondée en 1947 par la famille Trapp (rendue célèbre par le film américain La Mélodie du bonheur) pour venir en aide aux personnes souffrant de faim en Autriche. Le siège de l'organisation se trouve à Stowe (Vermont), aux États-Unis.
En janvier 1947, le général américain Harry J. Collins, qui avait été gouverneur militaire à Salzbourg de la partie occidentale de l'Autriche après la Seconde Guerre mondiale, rend visite à la famille Trapp. Il décrit pour eux la souffrance des Autrichiens du fait de la guerre. La famille Trapp réagit spontanément en fondant la Trapp Family Austrian Relief Inc. (L'aide à l'Autriche de la famille Trapp), et organise l'envoi de la nourriture et des vêtements. En tant que fondateur, Georg Ludwig von Trapp est nommé premier président, Maria von Trapp en est la présidente et monseigneur Franz Wasner (de), le trésorier.

« La Nation, qui a offert à ce monde Haydn, Mozart, Schubert et « Douce nuit, sainte nuit (Stille Nacht) », s'effondrera si nous ne l'aidons pas tous ensemble. Tout le monde est au courant des conditions qui règnent dans les grands pays européens, mais peu peuvent s'imaginer ce qui se passe en Autriche où la population est en train de perdre courage et espoir. »

— Famille Trapp : appel fait lors de leurs concerts
Le 29 septembre 2007 le prix Egon Ranshofen-Wertheimer sera décerné à Tizzy von Trapp-Walker au nom de la famille Trapp à Braunau am Inn.